# Stig Fredriksson (fotbollsspelare)
Stig Fredriksson, född 6 mars 1956 i Sorsele, Södra Lappland,  Västerbottens län, är en svensk före detta fotbollsspelare, oftast vänsterback, och sedan tränare.

## Biografi
Stig Fredriksons moderklubb var Sorsele IF. Efter flytt till Umeå blev det spel  i Gimonäs. 1977 flyttade Fredriksson till division 2-klubben Västerås SK.
Västerås SK:s förste A-landslagsman i fotboll blev Stig Fredriksson, som Division 2-spelare, den 4 april 1979 fick han debutera mot Sovjet i Tiblisi. Sverige förlorade med 0-2. Fredriksson gjorde sju landskamper som Västerås-spelare, men det skulle bli fler som spelare i IFK Göteborg. 
Han debuterade i allsvenskan i IFK Göteborg den 20 april 1981 mot IFK Sundsvall. Han tillbringade nio säsonger i IFK Göteborgs A-lag. 1982 och 1987 medverkade han till att IFK Göteborg tog hem UEFA-cupen. Sista målet mot Hamburger SV i UEFA-cupfinalen finalen 1982 slog för övrigt Stig Fredriksson in på straff. Fredriksson spelade också de båda semifinalerna mot FC Barcelona i Europacupen 1986. I straffsparksläggningen på Camp Nou slog Fredriksson sin i mål.
Fredriksson vann SM-guld med Blåvitt 1982, 1983, 1984 och 1987, och var med och vann Svenska cupen 1982 och 1983.
Fredriksson representerade det svenska landslaget vid 58 tillfällen, gjorde 2 mål och blev även lagkapten 1986. 23 september 1987 spelade Fredriksson sin sista landskamp i EM-kval matchen mot Portugal.
Fredriksson slutade efter sin sista match med IFK Göteborg som svensk mästare, 31 oktober 1987 mot Malmö FF, och de följande tre åren blev han och förre lagkamraten Thomas Wernerson klubbdirektörer i IFK Göteborg. Han arbetade också med ungdomsfotboll, innan han 1996 tillsammans med Torbjörn Nilsson, tog upp Västra Frölunda till allsvenskan. År 2002 återförenades Nilsson och Fredriksson som förbundskaptener för U21-landslaget.

## Meriter
- 15 landskamper som lagkapten
- UEFA-cupmästare 1982 och 1987
- Svensk mästare med IFK Göteborg 1982–1984 och 1987.
- Svensk cupmästare